# District de Digne
Le district de Digne était une division territoriale française du département des Basses-Alpes de 1790 à 1795.
Il était composé des cantons de Digne-les-Bains, Barrême, le Brusquet, Champtercier, les Mées, Mézel, Moustiers-Sainte-Marie, Oraison, Puimoisson, Quinson Riez, Seyne, Thoard, Valensole et le Vernet.